# سیارک ۲۳۵۹
سیارک ۲۳۵۹ (به انگلیسی: 2359 Debehogne، نامگذاری:1931TV) دو هزار و سیصد و پنجاه و نهمین سیارک کشف شده‌است که در ۵ اکتبر ۱۹۳۱ و در هایدلبرگ کشف شد.
قدر مطلق سیارک برابر ۱۲٫۹۰ است.